# Josef Frank
Josef Frank (n. Baden bei Wien, Austria, 15 de julio de 1885 - Estocolmo, Suecia, 8 de enero de 1967) fue un arquitecto y diseñador austro-sueco de origen judeo-magiar. Trabajó con el arquitecto Oskar Strnad y se relacionó con el Círculo de Viena. En 1933 se radicó en Suecia, y comenzó a trabajar para la compañía de diseño Svenskt Tenn dirigida por Estrid Ericson, donde produjo numerosos artículos hasta su muerte, convirtiéndose en uno de los fundadores del movimiento de Diseño Moderno Escandinavo.

## Reconocimientos
- 1965 Grand Austrian State Prize por su excepcional trabajo de arquitectura.
- 2010 El 15 de julio Google creó un doodle para homenajearlo por sus famosos diseños textiles en el aniversario 125 de su nacimiento.